# Nokia Lumia 630
Nokia Lumia 630 - смартфон, разработанный компанией Microsoft Mobile под управлением операционной системы Microsoft Windows Phone 8.1. Он был анонсирован 2 апреля 2014 года на Microsoft Build 2014 и запланирован к выпуску в июле 2014 года. Он оснащен Qualcomm Snapdragon 400 SoC с четырехъядерным процессором (MSM8226 или MSM8626) и Adreno 305 GPU. Кроме того, он оснащен 4,5-дюймовым дисплеем и 5 Мп камерой. Lumia 635 похожа, но имеет поддержку 4G, версию с двумя SIM-картами,, в то время как Lumia 636 и 638 идентичны, но поставляются с 1 ГБ оперативной памяти (только модели с 1 ГБ RAM могут обновиться до Windows 10 Mobile) и в настоящее время доступны только в Китае и Индии соответственно..
Он является преемником Nokia Lumia 625, с улучшенным четырехъядерным процессором, но лишен фронтальной камеры, вспышки и выделенной кнопки камеры. Начиная с Nokia Lumia 630/635, все телефоны Lumia, не являющиеся PureView не будут иметь кнопку камеры.
2 марта 2015 года Microsoft представила его преемника, Microsoft Lumia 640, с улучшенным дисплеем 1280x720 HD, 1 ГБ RAM, 8 МП камерой с записью видео 1080p и LED вспышкой, фронтальной камерой для селфи и видеоконференций, большим аккумулятором емкостью 2500 мАч, Office 365, Microsoft Outlook и возможностью обновления до Windows 10 Mobile..

## Известные проблемы
Вариант устройства с двумя SIM-картами имеет проблемы с пропаданием звука при телефонных звонках..
Lumia 635 (AT&T GoPhone Variant) имеет аппаратные проблемы со звуком / микрофоном / камерой после обновления Lumia Denim или обновления Windows 10 Mobile по воздуху.
В верхней части экрана имеется значительная область затемнения..
Некоторые устройства не позволяют установить Google в качестве поиска по умолчанию..
Lumia 630 Dual SIM и Lumia 635 сильно нагреваются при длительной работе, особенно при запуске Internet Explorer..

## Варианты
Nokia Lumia 636 (RM-1027) и 638 (RM-1010) - это варианты Lumia 635 с 1 Гб оперативной памяти, которые продавались только в Китае, Гонконге и на Филиппинах для определенных операторов. Международная версия Lumia 638 была выпущена, но продавалась только в Индия исключительно через фирменный магазин Microsoft на Amazon.in с декабря 2014 года и на данный момент является самым дешевым 4G смартфоном в стране..
Lumia 630 TV Edition (RM-979) - вариант Lumia 630 Dual SIM со встроенным ISDB-Tb приёмником, который продаётся исключительно в Бразилия..

## Заменяемая задняя крышка
Смартфон имеет сменный корпус: ярко-оранжевый, ярко-зеленый, ярко-желтый, матово-черный, белый..